# لاوري فيتا
لاوري فيتا (Lauri Viita؛ بيركالا، 17 ديسمبر 1916 - هلسنكي، 22 ديسمبر 1965) شاعر وكاتب فنلندي من تامبيري . رغم إنتاجه الصغير نسبياً والذي يتضمن أربع مجموعات شعرية وروايتين اثنتين يعد فيتا من أهم أسماء الأدب الفنلندي ما بعد الحرب . من أشهر أعماله ديوان "Betonimylläri" سنة 1947 ورواية "Moreeni" (ركام جليدي) سنة 1950.

## روابط خارجية
- لاوري فيتا على موقع IMDb (الإنجليزية)
- لاوري فيتا على موقع ميوزك برينز (الإنجليزية)
- لاوري فيتا على موقع أول ميوزيك (الإنجليزية)
- لاوري فيتا على موقع ديسكوغز (الإنجليزية)
- لاوري فيتا على موقع كينوبويسك (الروسية)